# Coullemont
Coullemont ist eine französische Gemeinde mit 116 Einwohnern (Stand 1. Januar 2022) im Département Pas-de-Calais in der Region Hauts-de-France. Sie gehört zum Arrondissement Arras, zum Kanton Avesnes-le-Comte und zum Kommunalverband Campagnes de l’Artois.

## Lage
Die Gemeinde Coullemont liegt an der Quelle der Grouche im Süden des Artois an der Grenze zum Département Somme, 24 Kilometer westsüdwestlich von Arras. Nachbargemeinden von Coullemont sind Sombrin im Nordosten, Saulty im Osten, Couturelle im Südosten, Humbercourt im Südwesten sowie Warluzel im Nordwesten.

## Bevölkerungsentwicklung
| Jahr                       | 1962 | 1968 | 1975 | 1982 | 1990 | 1999 | 2006 | 2012 | 2022 |
| -------------------------- | ---- | ---- | ---- | ---- | ---- | ---- | ---- | ---- | ---- |
| Einwohner                  | 101  | 103  | 89   | 86   | 104  | 105  | 109  | 105  | 116  |
| Quellen: Cassini und INSEE |      |      |      |      |      |      |      |      |      |

## Sehenswürdigkeiten

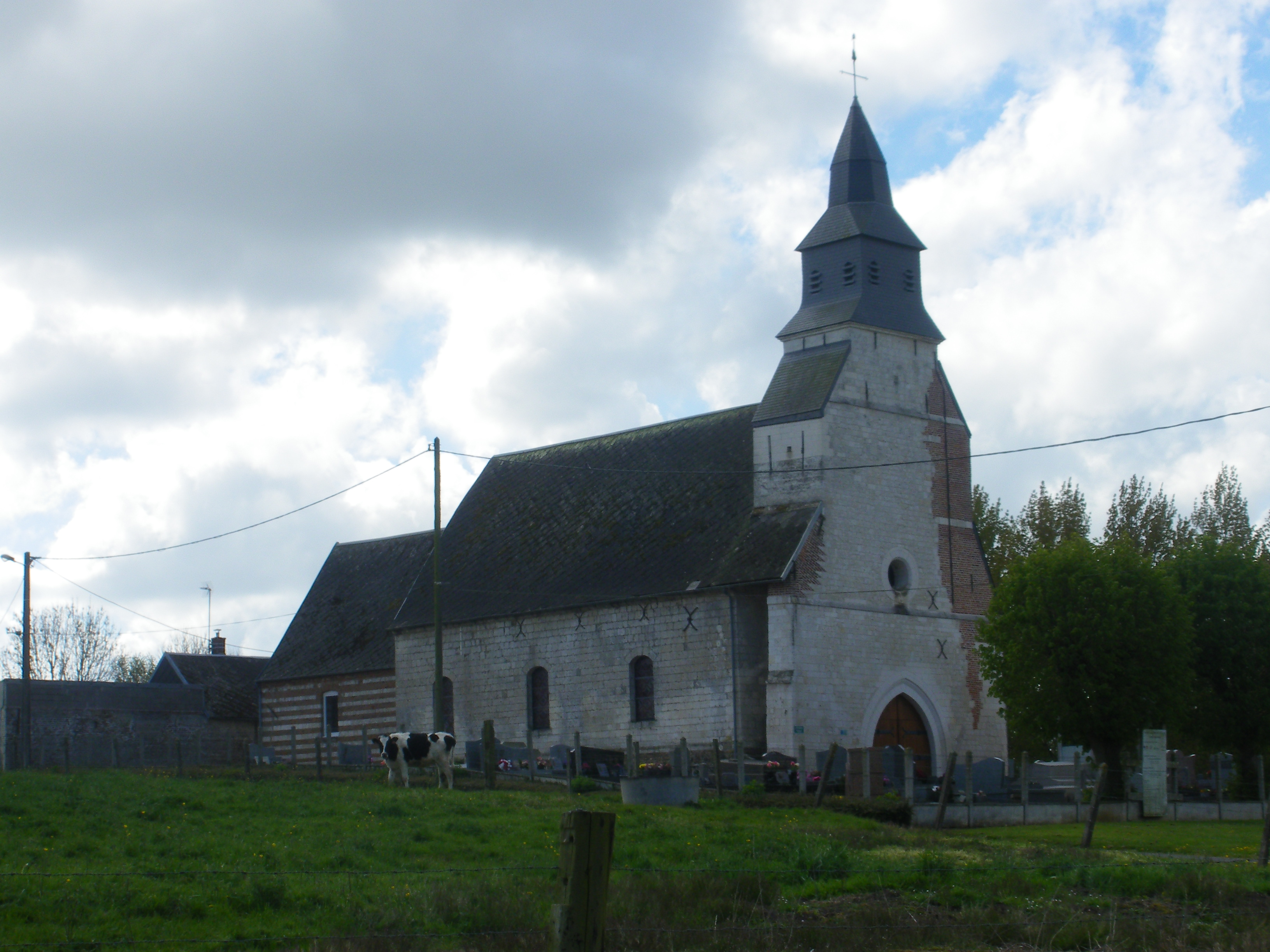
Kirche Saint-Nicolas
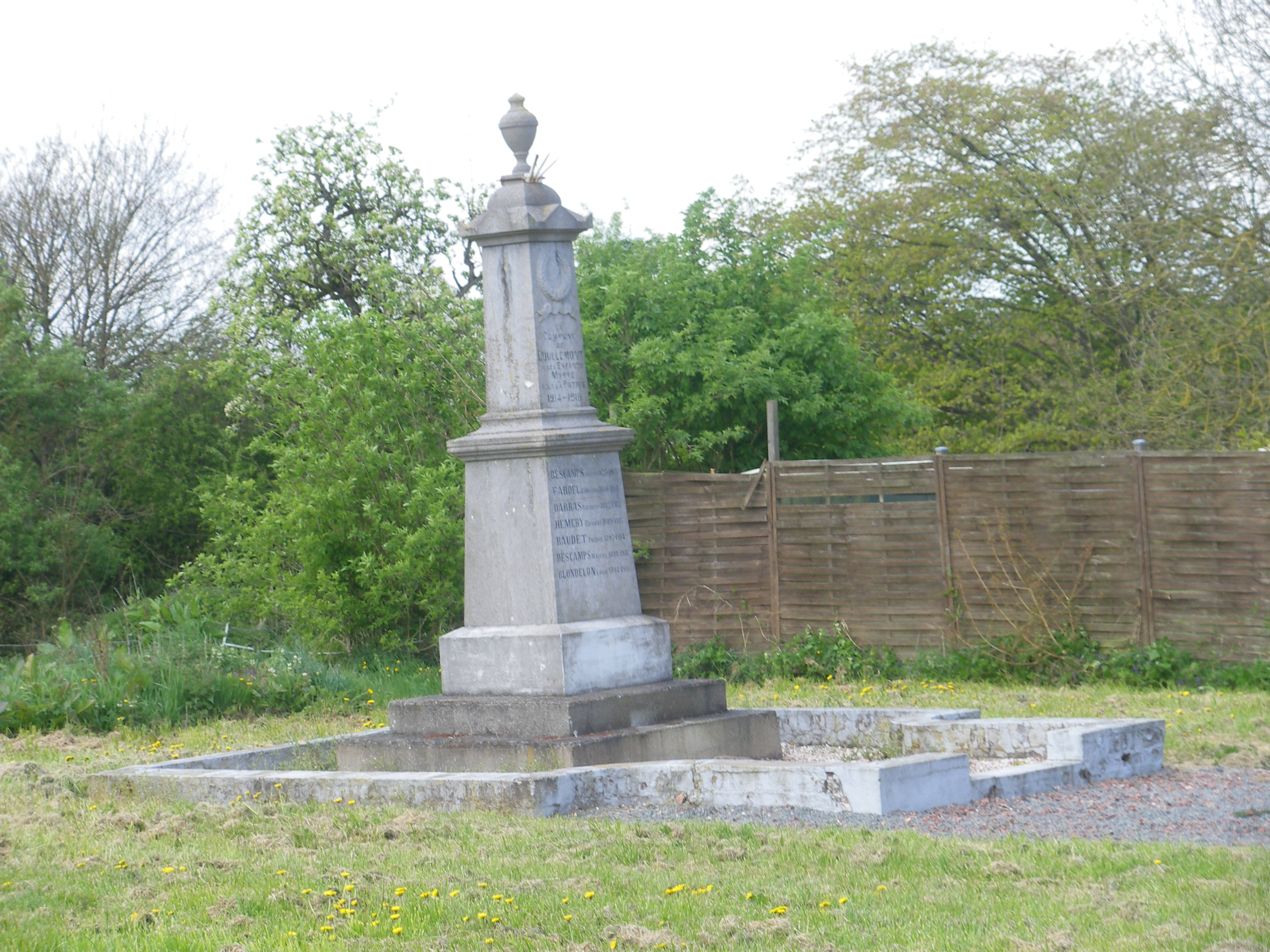
Gefallenendenkmal

- Kirche Saint-Nicolas
- Gefallenendenkmal